# 2616 Леся
2616 Леся (2616 Lesya) — астероїд головного поясу, відкритий 28 серпня 1970 року.
Названий на честь української поетки, драматургині та громадської діячки Лесі Українки.
Тіссеранів параметр щодо Юпітера — 3,692.